# Antonio De Dominicis
Antonio De Dominicis (Ascoli Piceno, 2 gennaio 1826 – Roma, 4 luglio 1897) è stato un politico italiano.
Fu senatore del Regno d'Italia nella XVIII legislatura.